# Landkreis Lemberg
Powiat Lemberg (niem. Landkreis Lemberg, Kreishauptmannschaft Lemberg, pol. powiat lwowski) – jednostka podziału administracyjnego Generalnego Gubernatorstwa w latach 1942–1944, wchodząca w skład dystryktu galicyjskiego. Siedziba dystryktu znajdowała się w Lembergu (Lwowie), który stanowił odrębny powiat miejski (Stadthauptmannschaft Lemberg),
Tereny obwodu lwowskiego zostały zajęte przez wojska niemieckie w czerwcu 1941. Galicja Wschodnia weszła 1 sierpnia 1941 w skład Generalnego Gubernatorstwa pod nazwą Dystrykt Galicja na mocy dekretu Adolfa Hitlera z 1 sierpnia 1941. Niemieckie władze wojskowe sprawowały władzę do 5 sierpnia 1941, kiedy to utworzono dwa powiaty: Landkreis Gródek (z rejonów gródeckiego i jaworowskiego) i Landkreis Lemberg-Land (z rejonów bóbreckiego i żółkiewskiego) oraz tzw. Kreiskommissariat Sadowa Wisznia (z rejonów mościskiego i rudeckiego), od samego początku przewidziany do zniesienia. Powiaty te wkrótce przemianowano odpowiednio na Landkreis Lemberg-Land-Ost (Wschód) i Landkreis Lemberg-Land-West (Zachód). 1 kwietnia 1942 powiaty te połączono wraz z Kreiskommissariatem Sądowa Wisznia w jeden powiat Landkreis Lemberg (Kreishauptmannschaft Lemberg).
Landkreis Lemberg funkcjonował do 27 lipca 1944, do zajęcia jego terenów przez Armię Czerwoną.

## Podział administracyjny
Tabela przedstawia podział administracyjny Landkreis Lemberg według stanu z 1 marca 1943. Tabela jest uszeregowana alfabetycznie według gmin w Landkreis Lemberg (pierwsza kolumna), lecz jest sortowalna, przez co można także uzyskać dane o przynależności poszczególnych miejscowości/gromad tych gmin (kolumna druga) do polskich gmin i powiatów przedwojennych (kolumny 3 i 4) oraz do rejonów radzieckich w latach 1939–1941 (kolumna 5). 
Kuryswą oznaczono nowe gminy utworzone w 1941 roku przez władze hitlerowskie; normalnym tekstem opisano gminy istniejące także w II Rzeczypospolitej. Miasta oznaczono zapisem "(m)" po nazwie jednostki.
| Gmina w Landkreis Lemberg | Miejscowości / gromady | Gmina (II RP)     | Powiat (II RP) | Rejon w ZSRR (1939–1941) |
| ------------------------- | --- | ----------------- | -------------- | ------------------------ |
| Biłka Szlachecka          | Biłka Królewska, Biłka Szlachecka, Czarnuszowice, Hermanów, Mikłaszów, Zuchorzyce, Żurawniki                                                                           | Biłka Szlachecka  | lwowski        | nowojaryczowski          |
| Bonów                     | Bonów, Lubienie, Morańce, Sarny i Wólka Rosnowska | Szutowa           | jaworowski     | krakowiecki              |
| Bonów                     | Porudno i Szutowa | Szutowa           | jaworowski     | jaworowski               |
| Bonów                     | Siedliska | Ożomla Mała       | jaworowski     | jaworowski               |
| Bóbrka                    | Bóbrka (m) (z Ernsdorf) | Bóbrka (m)        | bóbrecki       | bóbrecki                 |
| Bóbrka                    | Lubeszka, Łany, Łanki Małe (z Rehfeld), Sarniki, Stoki, Strzałki, Wilawicze i Wołowe                                                                                   | Bóbrka            | bóbrecki       | bóbrecki                 |
| Bratkowice                | Bar, Bratkowice, Dobrzany, Doliniany, Milatyn, Putiatycze, Rodatycze, Tuczapy, Wołczuchy i Zbadyń-Kuttenberg                                                           | Rodatycze         | gródecki       | gródecki                 |
| Bratkowice                | Burgthal (z Drozdowicami), Haliczanów, Hartfeld i Rzeczyczany | Białogóra         | gródecki       | janowski                 |
| Chlebowice Wielkie        | Chlebowice Wielkie, Hucisko, Łopuszna, Olchowiec, Suchodół, Wołoszczyzna                                                                                               | Chlebowice Wlk.   | bóbrecki       | bóbrecki                 |
| Chlebowice Wielkie        | Budków i Podmanasterz | Stare Sioło       | bóbrecki       | bóbrecki                 |
| Czerniawa                 | Czerniawa, Kalników, Małnowska Wola, Małnów, Sokola i Starzawa/Starzawa                                                                                                | Małnów            | mościski       | mościski                 |
| Czerniawa                 | Hodynie | Mościska          | mościski       | mościski                 |
| Dawidów                   | Dawidów, Krotoszyn, Pasieki Zubrzyckie i Zubrza | Dawidów           | lwowski        | winnikowski              |
| Dawidów                   | Gańczary | Czyszki           | lwowski        | winnikowski              |
| Dawidów                   | Stare Sioło i Szołomyja | Stare Sioło       | bóbrecki       | bóbrecki                 |
| Dobrostany                | Białogóra, Cuniów, Dobrostany, Kamieniobród, Leśniowice, Wola Dobrostańska, Zatoka i Zuszyce                                                                           | Białogóra         | gródecki       | janowski                 |
| Dobrostany                | Wielkopole | Domażyr           | gródecki       | janowski                 |
| Dydiatycze                | Dydiatycze, Hołodówka, Makuniów, Mistyce, Mokrzany Małe, Mokrzany Wielkie, Orchowice, Szeszerowice i Wołczyszczowice                                                   | Dydiatycze        | mościski       | sądowowiszniański        |
| Dydiatycze                | Wołostków | Sądowa Wisznia    | mościski       | sądowowiszniański        |
| Gródek Jag. (m)           | Gródek Jagielloński (m) | Gródek Jag. (m)   | gródecki       | gródecki                 |
| Hoszany                   | Chiszewice, Dubaniowice, Hoszany, Jatwięgi, Koropuż, Milczyce, Romanówka, Szołomienice i Uherce Wieniawskie                                                            | Hoszany           | rudecki        | rudecki                  |
| Hoszany                   | Hodwisznia | Lubień Wielki     | gródecki       | rudecki                  |
| Janów                     | Janów | Janów Lw. (m)     | gródecki       | janowski                 |
| Janów                     | Dąbrowica, Jaśniska, Łozina i Stawki | Łozina            | gródecki       | janowski                 |
| Janów                     | Domażyr, Jamelna, Porzecze-Rottenhan, Schönthal, Stradcz, Zielów i Żorniska                                                                                            | Domażyr           | gródecki       | janowski                 |
| Janów                     | Lelechówka i Majdan-Walddorf | Wiszenka          | gródecki       | janowski                 |
| Janów                     | Kozice | Brzuchowice       | lwowski        | lwowski                  |
| Jaryczów Nowy             | Jaryczów Nowy | Jaryczów N. (m)   | lwowski        | nowojaryczowski          |
| Jaryczów Nowy             | Ceperów, Jaryczów Stary, Kukizów, Podliski Wielkie, Remenów i Rudańce                                                                                                  | Jaryczów Stary    | lwowski        | nowojaryczowski          |
| Jaryczów Nowy             | Barszczowice i Pikułowice | Prusy             | lwowski        | nowojaryczowski          |
| Jaworów                   | Jaworów (m), Nakoneczne I, Nakoneczne II, | Jaworów (m)       | jaworowski     | jaworowski               |
| Jaworów                   | Porudenko | Szutowa           | jaworowski     | jaworowski               |
| Jaworów                   | Czernilawa i Semerówka | Nahaczów          | jaworowski     | krakowiecki              |
| Jaworów                   | Dacki i Nowiny | Wierzbiany        | jaworowski     | niemirowski              |
| Komarno                   | Komarno (m) | Komarno (m)       | rudecki        | komarniański             |
| Komarno                   | Andryanów, Buczały, Chłopy, Czułowice, Jakimczyce, Katarynice, Klicko i Rumno                                                                                          | Komarno           | rudecki        | komarniański             |
| Komarno                   | Zaszkowice i Zawidowice | Lubień Wielki     | gródecki       | gródecki                 |
| Krakowiec                 | Krakowiec | Krakowiec (m)     | jaworowski     | krakowiecki              |
| Krakowiec                 | Budzyń, Chałupki Chotynieckie, Chotyniec, Gaje, Gnojnice, Hruszowice, Młyny i Wola Gnojnicka                                                                           | Gnojnice          | jaworowski     | krakowiecki              |
| Krakowiec                 | Czaplaki, Przedbórze, Ruda Krakowiecka (z Rudą Kochanowską) i Świdnica                                                                                                 | Wielkie Oczy      | jaworowski     | krakowiecki              |
| Krakowiec                 | Kochanówka (z Hukami) | Nahaczów          | jaworowski     | krakowiecki              |
| Krasów                    | Brodki, Głuchowiec, Huta Szczerzecka, Krasów (z Reichenbach), Lubiana (z Lindenfeld), Nowosiółki, Polana i Rakowiec                                                    | Krasów            | lwowski        | szczerzecki              |
| Krasów                    | Czerkasy, Honiatycze, Horbacze, Kahujów, Sajków i Werbiż | Czerkasy          | lwowski        | szczerzecki              |
| Krasów                    | Dobrzany i Dornfeld | Ostrów (Lw.)      | lwowski        | szczerzecki              |
| Krukienice                | Buchowice, Chliple, Czyżowice, Jatwięgi, Krukienice, Ostrożec, Pnikut, Podliski, Radenice, Sudkowice, Sudkowska Wola i Wiszenka                                        | Pnikut            | mościski       | krukienicki              |
| Kulików                   | Kulików | Kulików (m)       | żółkiewski     | kulikowski               |
| Kulików                   | Doroszów Mały, Doroszów Wielki, Hrebeńce, Koszelów, Mierzwica, Mohylany, Nadycze, Nowe Sioło, Przemiwółki i Udnów                                                      | Nadycze           | żółkiewski     | kulikowski               |
| Kulików                   | Artasów i Zwertów | Dzibułki          | żółkiewski     | kulikowski               |
| Kulików                   | Wiesenberg | Mokrotyn          | żółkiewski     | żółkiewski               |
| Kupnowice Nowe            | Czernichów, Koniuszki Siemianowskie i Zagórze | Koniuszki Siem.   | rudecki        | rudecki                  |
| Kupnowice Nowe            | Błozew Dolna, Kanafosty, Kupnowice Nowe, Kupnowice Stare, Ostrów, Rozdziałowice i Wańkowice                                                                            | Kupnowice Nowe    | rudecki        | rudecki                  |
| Kupnowice Nowe            | Knihynice, Kościelniki, Kropielniki, Laszki Zawiązane i Nihowice | Kupnowice Nowe    | rudecki        | krukienicki              |
| Lubień Wielki             | Artyszczów, Brunndorf, Czerlany, Kiernica (z Ebenau), Kosowiec, Lubień Mały, Lubień Wielki, Małkowice, Porzecze Lubieńskie, Stodółki, Uherce Niezabitowskie (z Neuhof) | Lubień Wielki     | gródecki       | gródecki                 |
| Lubień Wielki             | Obroszyn i Stawczany | Stawczany         | gródecki       | gródecki                 |
| Lubień Wielki             | Burcze, Porzecze Gruntowe i Porzecze Zadworne | Komarno           | rudecki        | komarniański             |
| Lwów (m)                  | Lwów (m) | Lwów (m)          | Lwów (m)       | Lwów (m)                 |
| Lwów (m)                  | Brzuchowice, Hołosko Wielkie, Rzęsna Polska i Rzęsna Ruska | Brzuchowice       | lwowski        | lwowski                  |
| Lwów (m)                  | Biłohorszcze, Kaltwasser, Rudno, Skniłów, Skniłówek, Zimna Woda i Zimna Wódka                                                                                          | Zimna Woda        | lwowski        | lwowski                  |
| Lwów (m)                  | Laszki Murowane, Malechów, Sroki Lwowskie i Zboiska | Dublany           | lwowski        | lwowski                  |
| Lwów (m)                  | Krzywczyce, Lesienice i Podborce | Krzywczyce        | lwowski        | nowojaryczowski          |
| Lwów (m)                  | Kamienopol | Prusy             | lwowski        | nowojaryczowski          |
| Lwów (m)                  | Kozielniki i Sichów | Dawidów           | lwowski        | winnikowski              |
| Lwów (m)                  | Winniki | Winniki (m)       | lwowski        | winnikowski              |
| Milatycze                 | Kuhajów, Milatycze, Sołonka, Wołków, Zagórze i Żyrawka | Sokolniki         | lwowski        | sokolnicki               |
| Milatycze                 | Podciemne | Krasów            | lwowski        | szczerzecki              |
| Milatycze                 | Czerepin, Siedliska i Tołszczów | Dawidów           | lwowski        | winnikowski              |
| Mosty Wielkie             | Mosty Wielkie | Mosty Wielkie (m) | żółkiewski     | wielkomostowski          |
| Mosty Wielkie             | Borowe, Rekliniec, Stanisłówka, Strzemień i Wolica | Mosty Wielkie     | żółkiewski     | wielkomostowski          |
| Mosty Wielkie             | Dworce i Przystań | Butyny            | żółkiewski     | wielkomostowski          |
| Mościska                  | Mościska (m) | Mościska (m)      | mościski       | mościski                 |
| Mościska                  | Czyszki, Krysowice, Lacka Wola, Podgać, Rudniki, Rzadkowice, Strzelczyska, Sułkowszczyzna, Trzcieniec, Zakościele i Zawada                                             | Mościska          | mościski       | mościski                 |
| Mościska                  | Lipniki | Twierdza          | mościski       | mościski                 |
| Mszana                    | Malczyce, Mszana, Powitno, Stronna, Suchowola i Załuże | Mszana            | gródecki       | janowski                 |
| Mszana                    | Karaczynów i Wroców | Domażyr           | gródecki       | janowski                 |
| Mszana                    | Bartatów | Stawczany         | gródecki       | gródecki                 |
| Myślatycze                | Balice, Bojowice, Bolanowice, Horysławice, Hussaków, Jordanówka, Lutków, Moczerady, Myślatycze, Radochońce, Tamanowice i Złotkowice                                    | Hussaków          | mościski       | krukienicki              |
| Myślatycze                | Hańkowice | Pnikut            | mościski       | krukienicki              |
| Myślatycze                | Koniuszki Nanowskie, Pakość i Rustweczko | Mościska          | mościski       | mościski                 |
| Ożomla                    | Czerczyk, Laszki, Nowosiółki, Ożomla (z Ożomlą Małą) i Rogóźno | Ożomla Mała       | jaworowski     | jaworowski               |
| Ożomla                    | Czołhynie, Mużyłowice (z Mużyłowicami-Kolonią) i Przyłbice | Bruchnal          | jaworowski     | jaworowski               |
| Podhorodyszcze            | Dźwinogród, Horodysławice, Hryniów, Kocurów, Mikołajów, Podhorodyszcze, Podjarków, Podsosnów, Romanów i Siedliska                                                      | Podhorodyszcze    | bóbrecki       | bóbrecki                 |
| Podhorodyszcze            | Wodniki | Stare Sioło       | bóbrecki       | bóbrecki                 |
| Podzwierzyniec            | Horożanna Mała, Horożanna Wielka, Kołodruby, Łowczyce, Manasterzec, Nowosiółki Oparskie, Podzwierzyniec, Powerchów, Ryczychów, Tatarynów i Terszaków                   | Podzwierzyniec    | rudecki        | komarniański             |
| Pustomyty                 | Glinna, Leśniowice, Malinówka, Miłoszowice, Mostki, Podsadki, Polanka, Porszna i Pustomyty                                                                             | Nawaria           | lwowski        | sokolnicki               |
| Pustomyty                 | Chrusno Nowe i Chrusno Stare | Ostrów (Lw.)      | lwowski        | szczerzecki              |
| Rudki                     | Rudki | Rudki (m)         | rudecki        | rudecki                  |
| Rudki                     | Beńkowa Wisznia, Jaremków i Podhajczyki | Hoszany           | rudecki        | rudecki                  |
| Rudki                     | Chłopczyce, Dołobów, Michalewice, Nowosiółki Gościnne i Wistowice | Koniuszki Siem.   | rudecki        | rudecki                  |
| Rudki                     | Szeptyce i Woszczańce | Kupnowice Nowe    | rudecki        | rudecki                  |
| Rudki                     | Czajkowice, Kołbajowice i Ostrów Nowy | Pohorce           | rudecki        | rudecki                  |
| Sądowa Wisznia            | Sądowa Wisznia | Sądowa W. (m)     | mościski       | sądowowiszniański        |
| Sądowa Wisznia            | Bortiatyn, Dmytrowice, Dołhomościska, Księży Most, Kulmatycze, Nikłowice, Zagrody i Zarzecze                                                                           | Sądowa Wisznia    | mościski       | sądowowiszniański        |
| Sokolniki                 | Sokolniki | Sokolniki         | lwowski        | sokolnicki               |
| Sokolniki                 | Basiówka, Hodowice, Maliczkowice, Nagórzany i Nawaria | Nawaria           | lwowski        | sokolnicki               |
| Strzeliska Nowe           | Bakowce, Berteszów, Hrusiatycze, Kalinówka, Kniesioło, Leszczyn, Oryszkowce, Repechów, Strzeliska Nowe, Strzeliska Stare, Trybuchowce i Żabokruki                      | Strzeliska Nowe   | bóbrecki       | nowostrzeliski           |
| Szczerzec                 | Szczerzec | Szczerzec (m)     | lwowski        | szczerzecki              |
| Szczerzec                 | Dmytrze i Popielany | Czerkasy          | lwowski        | szczerzecki              |
| Szczerzec                 | Einsiedel, Falkenstein, Humieniec, Jastrzębków, Łany, Nikonkowice, Ostrów, Piaski, Rosenberg, Serdyca, Sroki Szczerzeckie, Szczerzec i Zagródki                        | Ostrów (Lw.)      | lwowski        | szczerzecki              |
| Szczerzec                 | Siemianówka | Nawaria           | lwowski        | sokolnicki               |
| Szkło                     | Lis, Olszanica, Stadniki i Szkło | Szkło             | jaworowski     | jaworowski               |
| Szkło                     | Berdychów, Bruchnal, Mołoszkowice i Podłuby Wielkie (z Moosbergiem) | Bruchnal          | jaworowski     | jaworowski               |
| Tuligłowy                 | Brzeziec i Tuligłowy | Komarno           | rudecki        | komarniański             |
| Tuligłowy                 | Mosty i Nowa Wieś | Podzwierzyniec    | rudecki        | komarniański             |
| Tuligłowy                 | Hołodówka, Koniuszki Królewskie, Koniuszki Tuligłowskie, Malinów, Podolce, Pohorce i Susułów                                                                           | Pohorce           | rudecki        | rudecki                  |
| Turynka                   | Derewnia, Kulawa i Turynka | Turynka           | żółkiewski     | wielkomostowski          |
| Turynka                   | Biesiady i Lubella | Butyny            | żółkiewski     | wielkomostowski          |
| Turynka                   | Bojaniec, Kupiczwola i Weryny | Mosty Wielkie     | żółkiewski     | wielkomostowski          |
| Turynka                   | Krasiczyn, Theodorshof i Żełdec | Dzibułki          | żółkiewski     | kulikowski               |
| Twierdza                  | Arłamowska Wola, Chorośnica, Królin, Słabasz, Słomianka, Stojańce, Tuligłowy, Twierdza, Wojkowice i Zawadów                                                            | Twierdza          | mościski       | sądowowiszniański        |
| Twierdza                  | Sanniki | Dydiatycze        | mościski       | sądowowiszniański        |
| Twierdza                  | Laszki Gościńcowe | Mościska          | mościski       | mościski                 |
| Wielkie Oczy              | Boża Wola, Fehlbach, Kobylnica Ruska, Kobylnica Wołoska, Skolin, Wielkie Oczy, Wulka Żmijowska i Żmijowiska                                                            | Wielkie Oczy      | jaworowski     | krakowiecki              |
| Wielkie Oczy              | Drohomyśl, Kłonice, Lipina, Lipowiec, Nahaczów, Poruby i Wilcza Góra                                                                                                   | Nahaczów          | jaworowski     | krakowiecki              |
| Winniki                   | Czyszki, Czyżyków, Dmytrowice, Gaje, Głuchowice, Podbereźce i Winniczki                                                                                                | Czyszki           | lwowski        | winnikowski              |
| Wybranówka                | Bryńce Cerkiewne, Bryńce Zagórne, Choderkowce, Czyżyce, Dziewiętniki, Jatwięgi, Kołohury, Mühlbach, Pietniczny, Seniów, Sokołówka i Wybranówka                         | Sokołówka         | bóbrecki       | nowostrzeliski           |
| Wybranówka                | Borusów, Borynicze, Hołdowice i Juszkowce | Ostrów (Bóbr.)    | bóbrecki       | nowostrzeliski           |
| Zapytów                   | Dublany, Podliski Małe, Sieciechów, Stroniatyn i Żydatycze | Dublany           | lwowski        | lwowski                  |
| Zapytów                   | Wisłoboki i Zapytów | Jaryczów Stary    | lwowski        | nowojaryczowski          |
| Zapytów                   | Prusy | Prusy             | lwowski        | nowojaryczowski          |
| Zaszków                   | Kościejów, Rokitno, Wólka Hamulecka, Zarudce, Zaszków i Zawadów | Brzuchowice       | lwowski        | żółkiewski               |
| Zaszków                   | Borki Dominikańskie i Borki Janowskie | Brzuchowice       | lwowski        | lwowski                  |
| Zaszków                   | Grzęda, Grzybowice Małe i Grzybowice Wielkie | Dublany           | lwowski        | lwowski                  |
| Żółkiew (m)               | Żółkiew (m) | Żółkiew (m)       | żółkiewski     | żółkiewski               |
| Żółkiew                   | Macoszyn, Mokrotyn (z Mokrotynenm-Kolonią), Polany i Soposzyn | Mokrotyn          | żółkiewski     | żółkiewski               |
| Żółkiew                   | Wiązowa | Turynka           | żółkiewski     | żółkiewski               |
| Żółkiew                   | Błyszczywody, Dzibułki, Nahorce, Przedrzymichy Małe i Przedrzymichy Wielkie                                                                                            | Dzibułki          | żółkiewski     | kulikowski               |
| Żółkiew                   | Smereków | Nadycze           | żółkiewski     | kulikowski               |
| Żółtańce                  | Czestynie, Dalnicz, Kłodno Wielkie, Kłodzienko, Nowy Staw, Pieczychwosty i Żółtańce                                                                                    | Kłodno Wielkie    | żółkiewski     | kulikowski               |
| Żółtańce                  | Wola Żółtaniecka | Dzibułki          | żółkiewski     | kulikowski               |

## Dane statystyczne gmin
Tabela przedstawia dane statystyczne dla gmin Landkreis Lemberg według stanu z 1 marca 1943. 
Kuryswą oznaczono nowe gminy utworzone w 1941 roku przez władze hitlerowskie; normalnym tekstem opisano gminy istniejące także w II Rzeczypospolitej. Miasta oznaczono zapisem "(m)" po nazwie jednostki.
| Gmina                   | Ludność | Liczba wsi (gromad) |
| ----------------------- | ------- | ------------------- |
| Biłka Szlachecka        | 9073    | 7                   |
| Bonów                   | 9443    | 8                   |
| Bóbrka                  | 9947    | 9                   |
| Bratkowice              | 14019   | 14                  |
| Chlebowice Wielkie      | 8210    | 8                   |
| Czerniawa               | 11352   | 7                   |
| Dawidów                 | 8893    | 7                   |
| Dobrostany              | 8523    | 9                   |
| Dydiatycze              | 9349    | 10                  |
| Gródek Jagielloński (m) | 11182   | –                   |
| Hoszany                 | 9418    | 10                  |
| Janów                   | 12366   | 15                  |
| Jaryczów Nowy           | 11796   | 9                   |
| Jaworów                 | 16450   | 8                   |
| Komarno                 | 15424   | 11                  |
| Krakowiec               | 11597   | 14                  |
| Krasów                  | 10316   | 16                  |
| Krukienice              | 11795   | 12                  |
| Kulików                 | 11069   | 15                  |
| Kupnowice Nowe          | 9322    | 15                  |
| Lubień Wielki           | 17076   | 16                  |
| Milatycze               | 7409    | 10                  |
| Mosty Wielkie           | 13211   | 9                   |
| Mościska                | 14645   | 13                  |
| Mszana                  | 9504    | 9                   |
| Myślatycze              | 13313   | 16                  |
| Ożomla                  | 10640   | 8                   |
| Podhorodyszcze          | 11386   | 11                  |
| Podzwierzyniec          | 10233   | 13                  |
| Pustomyty               | 9614    | 11                  |
| Rudki                   | 16517   | 14                  |
| Sądowa Wisznia          | 11767   | 9                   |
| Sokolniki               | 7753    | 6                   |
| Strzeliska Nowe         | 9454    | 12                  |
| Szczerzec               | 13543   | 16                  |
| Szkło                   | 7737    | 8                   |
| Tuligłowy               | 11174   | 11                  |
| Turynka                 | 13927   | 11                  |
| Twierdza                | 10160   | 12                  |
| Wielkie Oczy            | 12623   | 15                  |
| Winniki                 | 8393    | 7                   |
| Wybranówka              | 10075   | 16                  |
| Zapytów                 | 8104    | 8                   |
| Zaszków                 | 10044   | 11                  |
| Żółkiew (m)             | 9246    | –                   |
| Żółkiew                 | 11901   | 11                  |
| Żółtańce                | 11485   | 8                   |